# 東葛病院
東葛病院（とうかつびょういん）は、千葉県流山市にある医療機関。医療法人財団東京勤労者医療会が開設する病院である。

## 概要
2016年5月1日につくばエクスプレス流山セントラルパーク駅前の新病院に移転した。
全日本民主医療機関連合会(民医連)に加盟している。
もともと東京勤労者医療会や民医連とは無関係の北医療グループ（現・東京ほくと医療生活協同組合）が、1982年に開設した約400床の病院であったが、1年後の1983年に経営破綻した。その後から全日本民主医療機関連合会の支援が行われ、日本各地から医師・看護師が派遣された。
病院の理念は「人間の尊厳と患者の権利を守り、安全・安心の医療、差別のない医療、納得の医療を患者様や地域の方々とともに目指します。」であり、誰もが安心してかかることのできる病院を目指している。
地域の総合病院として、①貧困と格差や超高齢社会に立ち向かう無差別平・平等の医療と介護の実践、②安全、倫理、患者さんを主体者とした共同のいとなみを軸とした総合的な医療・介護の質の向上に取り組んでいる。ER型の救急外来では24時間、断らない医療をおこなっている。
2011年にはWHO推奨の国際的なネットワークであるHPH（Health Promoting Hospital：健康増進活動拠点病院）に加盟し、健康の社会的決定因子に目を向け、地域や職域の健康増進にも力を尽くしている。2016年5月からは流山セントラルパーク駅前の新病棟に移設した。

## 沿革
- 1982年 - 北医療グループの病院として開業するが、1年後に経営破綻
- 1985年 - 千葉民医連と東京民医連で支援正式決定
- 1990年9月 - 東京民主医療機関連合会へ加盟
- 1993年6月 - 東京勤労者医療会と法人合同
- 1994年6月 - 看護基準：特3類　取得
- 1995年4月 - 勤医会東葛看護専門学校開設
- 1998年4月 - 16床の増床（許可病床：一般331床）
- 2000年4月 - 介護療養型医療施設(6床)指定
- 2002年4月 - 厚生労働省臨床研修指定病院
- 2005年2月 - 障害者施設入院基本料届出
- 2006年1月 - 東葛病院付属診療所開設
- 2007年7月 - 回復期リハビリテーション病棟開設(32床)
- 2009年4月 - DPC対象病院
- 2010年3月 - 病院機能評価Ver.６受審
- 2010年5月 - エイズ治療拠点病院
- 2010年9月 - 無料低額診療事業 開始
- 2011年　  -  WHO推奨の国際的なネットワークであるHPH（健康増進活動拠点病院）に加盟
- 2012年2月 - HCU病棟開設
- 2012年3月 - 35床の増床（許可病床：366床）
- 2014年4月 - 総合診療科外来開始
- 2016年5月 - つくばエクスプレス流山セントラルパーク駅前の新病院に移転
- 2016年6月 - 緩和ケア病棟開設(20床)
- 2017年4月 - 第25回HPH国際カンファレンス2017 in ウィーンツアー　演題発表
- 2017年10月 - 企業主導型保育事業「おひさま保育園」開設
- 2018年6月 - 第26回国際HPHカンファレンス2018　演題発表
- 2020年10月 卒後臨床研修評価機構受審　「認定(4年)　エクセレント賞」

## 診療科
- 内科
- 循環器科
- 消化器科
- 呼吸器科
- 代謝科
- 腎臓内科
- 外科
- 呼吸器外科
- 整形外科
- 皮膚科
- 眼科
- 耳鼻咽喉科
- 泌尿器科
- 小児科
- 麻酔科
- リハビリテーション科
- 神経内科
- 精神神経科
- 産婦人科
- 放射線科
- アレルギー科
- 臨床病理科
- 透析療法科 - 透析用病床12床、併設する外来透析センターには透析用病床70床を備えている[2]。

## 医療機関の指定等
- 保険医療機関[3]
- 労災保険指定医療機関[3]
- 指定自立支援医療機関（更生医療・精神通院医療）[3]
- 身体障害者福祉法指定医の配置されている医療機関[3]
- 精神保健指定医の配置されている医療機関[3]
- 生活保護法指定医療機関[3]
- 結核指定医療機関[3]
- 指定小児慢性特定疾病医療機関[3]
- 難病の患者に対する医療等に関する法律に基づく指定医療機関[3]
- 原子爆弾被害者一般疾病医療機関[3]
- 公害医療機関[3]
- 母体保護法指定医の配置されている医療機関[3]
- 臨床研修病院[3]（基幹型）
- エイズ治療拠点病院[3]
- 特定疾患治療研究事業委託医療機関[3]
- 在宅療養後方支援病院[3]
- DPC対象病院[3]
- 無料低額診療事業実施医療機関[3]
- 肝疾患指定医療機関[3]
- 肝炎ウイルス検査委託医療機関[3]
- 救急告示病院[4]
- 公益財団法人日本医療機能評価機構認定病院[5]
- NPO法人卒後臨床研修評価機構認定証発行病院[6]。

- このほか、各種法令による指定・認定病院であるとともに、各学会の認定施設でもある。

## 特徴
- 病院の理念により、差額ベッド料（個室料）を徴収していない[7]。

## 付属診療所・併設
- 東葛病院付属診療所（千葉県流山市下花輪409）
- 流山市中部地域包括支援センター（東葛病院内）
- 東葛病院付属流山セントラルパーク駅前診療所（千葉県流山市前平井155）
- 東葛歯科（千葉県流山市前平井155）
- 勤医会東葛看護専門学校（千葉県流山市下花輪409）

## 交通アクセス
現在の病院および診療所・歯科は、つくばエクスプレス・流山セントラルパーク駅前である。
旧病院および東葛看護専門学校は、つくばエクスプレス・JR東日本武蔵野線・南流山駅、または流鉄流山線・平和台駅・流山駅より東武バス・京成バスに乗車し、「花輪城跡公園」下車。または流山駅より徒歩約15分。

### 病院無料送迎バス
新病院移転にあわせ、再編された。
- 江戸川台・西回りコース（江戸川台駅・旧病院方面）
- 江戸川台・東回りコース（初石方面）
- 豊四季団地コース
- 南柏コース（南柏駅・流山運転免許センター方面）
- 旧病院（下花輪）・平和台コース（旧病院・平和台方面）